# 난도 파오네

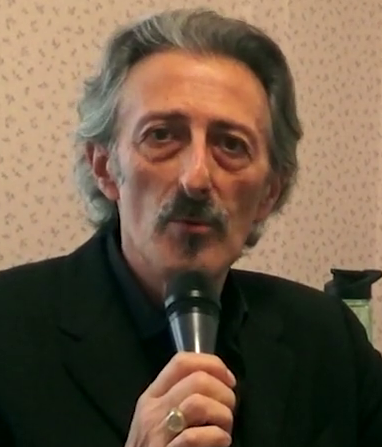

난도 파오네(Nando Paone, 1956년 11월 27일 ~ )는 이탈리아의 배우, 영화배우이다.
나폴리에서 태어났다.

## 영화
- 완벽에 가까운 나라 (2016년)
- 행복의 기술 (2013년)
- 웰컴 투 더 노스 (2012년) - 코스터빌 피콜로 역
- 리얼리티 : 꿈의 미로 (2012년) - 미켈레 역
- 웰컴 투 사우스 (2010년) - 코스타빌 피콜로 역